# Agente 007 - Al servizio segreto di Sua Maestà
Agente 007 - Al servizio segreto di Sua Maestà (On Her Majesty's Secret Service) è un film del 1969 diretto da Peter R. Hunt.
Si tratta del sesto film della serie di James Bond. Tratto dal romanzo Al servizio segreto di sua maestà di Ian Fleming, è interpretato da George Lazenby, Diana Rigg, Telly Savalas e Gabriele Ferzetti. È il primo episodio senza la partecipazione di Sean Connery.
Nonostante i buoni incassi e la discreta prova di Lazenby, il nuovo protagonista non volle onorare il suo impegno a partecipare a ulteriori film e quindi i produttori si adoperarono per far tornare Connery nell'episodio successivo, Agente 007 - Una cascata di diamanti. Questo fu inoltre l'unico 007 diretto da Hunt, che aveva già lavorato nella serie come montatore e regista della seconda unità.

## Trama
James Bond salva dal suicidio la bella contessa Tracy Di Vicenzo, ma viene aggredito da alcuni uomini del padre della ragazza, Draco, capo dell'organizzazione criminale Unione Corsa. Bond incomincia a interessarsi alla donna quando deve aiutarla anche al casinò, dove Tracy perde una forte somma che non può pagare; per ringraziarlo la donna invita 007 nella sua stanza, dove tuttavia un sicario tenta di aggredirlo nuovamente. Dopo averlo neutralizzato, Bond cerca Tracy e la trova nella sua (di lui) stanza con in mano una pistola; 007 la disarma e le chiede chi sia l'uomo nella stanza di lei, domanda alla quale la donna però non sa rispondere. Passata la notte insieme, la mattina dopo Bond si accorge che Tracy è andata via lasciando nel comodino delle fiche equivalenti al suo debito, ma gli ha sottratto la pistola.
Quando 007 lascia l'hotel, viene rapito dagli uomini di Draco e portato nella sua casa: lì il boss dell'Unione Corsa gli rivela il passato turbolento della figlia e gli propone un milione di sterline se si prenderà cura di lei e la porterà all'altare; 007 rifiuta il matrimonio ma accetta di frequentare Tracy se Draco lo aiuterà a rintracciare Ernst Stavro Blofeld, il diabolico capo della SPECTRE sparito da qualche tempo. 
Bond torna quindi agli uffici dell'MI6, dove apprende che il caso Blofeld gli è stato tolto: furioso, chiede a Miss Moneypenny di consegnare a M una lettera di dimissioni ma la segretaria, per farlo restare, astutamente cambia la lettera in una richiesta di due settimane di ferie.
Bond si reca in Portogallo per la festa di compleanno di Draco e inizia una relazione appassionata con Tracy. Draco rivela quindi a Bond che Blofeld si trova in Svizzera. I due innamorati, insieme a Draco, si recano a Berna dove 007 indaga sulle connessioni fra Blofeld e un avvocato locale scoprendo che Blofeld ambisce, secondo una richiesta fatta all'Istituto araldico di Londra, al titolo di Conte di Bleauchamp. Il suo corrispondente dell'Istituto è il genealogista Sir Hilary Bray, di cui 007 prende il posto per infiltrarsi a Piz Gloria, la base del nemico situata sulle Alpi Svizzere.
Il Piz Gloria è in realtà una clinica dove Blofeld si spaccia per dottore e come pazienti ci sono ragazze affette da allergia: l'obiettivo del capo della SPECTRE è quello di usarle per propagare un morbo micidiale e ricattare con esso le superpotenze. Irma Bunt, l'infida segretaria di Blofeld, non tarda a scoprire la vera identità del presunto Sir Bray. La spia britannica è costretta a fuggire sciando nella notte e, giunta al villaggio sottostante, ritrova Tracy che lo aiuta a seminare gli inseguitori in mezzo a una tormenta di neve. Impossibilitati a proseguire, i due si nascondono in una baita dove Bond fa la sua proposta di matrimonio, che viene accettata; il mattino dopo Blofeld provoca una valanga e cattura Tracy credendo di aver ucciso Bond.
Mentre Bond torna a Londra, Blofeld compie il suo ricatto: M ordina a 007 di non agire, avendo ricevuto ordini superiori in tal senso, ma Bond coinvolge Draco e alcuni suoi uomini e con un'audace incursione in elicottero assalta la base di Blofeld. Il capo della SPECTRE vede fallire il suo piano e si dà alla fuga, inseguito da 007. Nel corso di una colluttazione Blofeld colpisce un ramo d'albero e l'impatto apparentemente lo uccide; l'agente, invece, riesce a salvarsi.
Si celebra il matrimonio di Bond e Tracy in Portogallo. Mentre i neo sposi sono in viaggio a bordo dell'Aston Martin DBS per la luna di miele, 007 si ferma per togliere i fiori dall'auto, quando una Mercedes-Benz 600 li raggiunge. A bordo ci sono Blofeld alla guida e Irma Bunt che spara contro l'auto ferendo a morte Tracy. Bond non può far altro che piangere l'amata in un ultimo abbraccio.

## Produzione
La realizzazione di Agente 007 - Al servizio segreto di Sua Maestà doveva inizialmente precedere Agente 007 - Si vive solo due volte seguendo la successione dei romanzi originali che vedono Bond, dopo l'assassinio della moglie Tracy Di Vincenzo, fingersi morto per catturare Blofeld in Giappone.

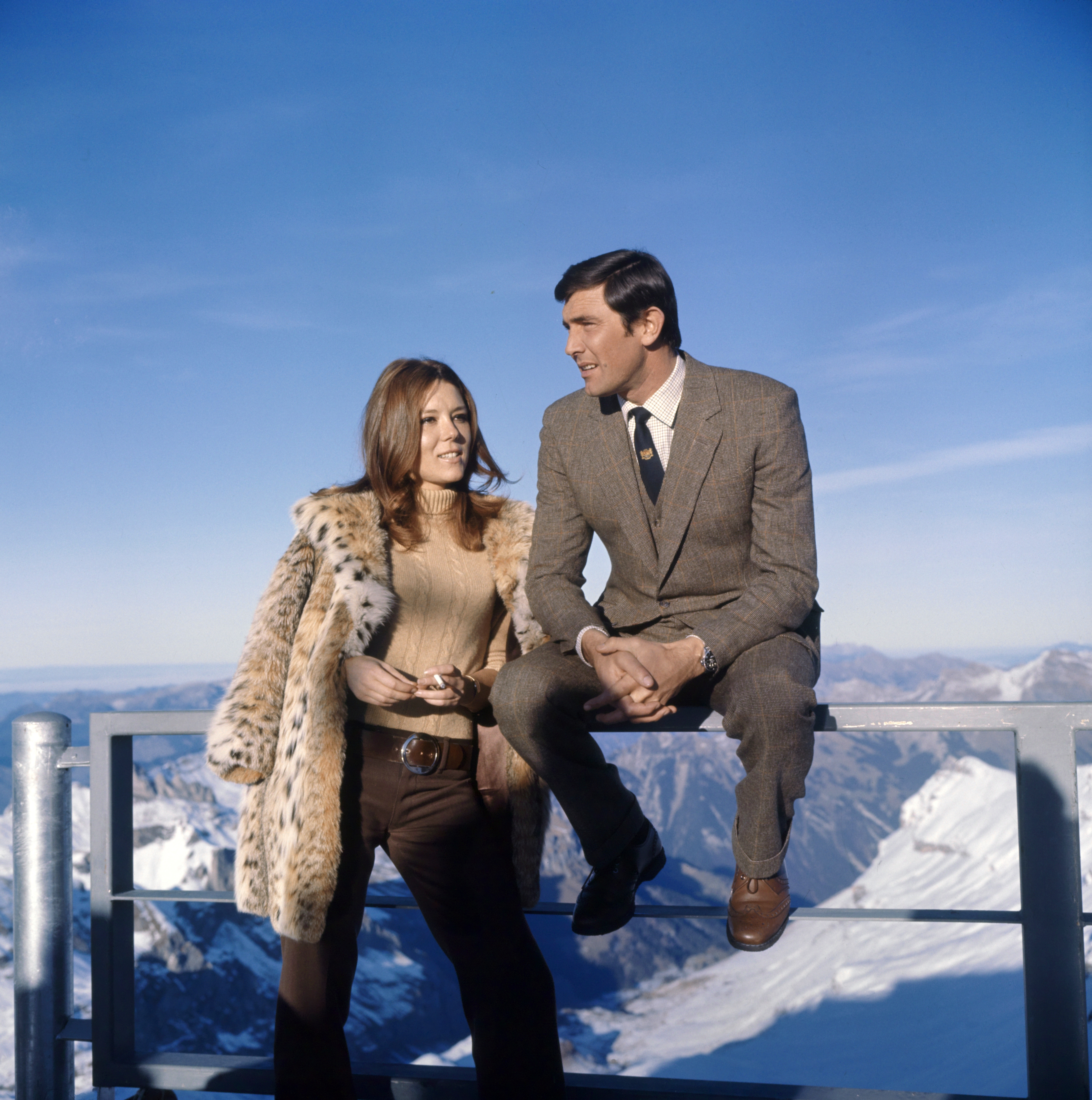
Da sinistra: Diana Rigg e Lazenby sul set svizzero del film (1968).

Nel 1967, dopo cinque film consecutivi della serie, Sean Connery annunciò di non voler più interpretare la parte di James Bond. 
 Come avrebbe confessato alla regina Elisabetta II alla prima di Si vive solo due volte, nelle cui locandine campeggiava lo slogan "Sean Connery È James Bond", per distinguerlo dai numerosi tentativi d'imitazione usciti nel frattempo, l'attore non riusciva più a convivere con il mito di 007: l'unico altro film che aveva potuto interpretare tra gli ultimi due film di 007 realizzati era stato Una splendida canaglia nel 1966, a cui si aggiungeva la parte narrata di Pierino e il lupo di Prokofiev, notevole prova d'attore incisa per la Decca Records.
L'atmosfera tra Connery da una parte e la Eon Productions e i produttori dall'altra era ormai satura; in particolare in Giappone la pressione dei fan aveva messo a dura prova la sua pazienza tanto che, secondo quanto riferì Desmond Llewelyn, durante la permanenza a Tokyo non riusciva nemmeno ad andare al bagno senza che qualcuno cercasse di seguirlo. A una conferenza stampa Connery, presentatosi senza parrucchino e vestito in modo dimesso, sentitosi chiedere da un giornalista: «È così che si veste James Bond?» rispose: «Io non sono James Bond, sono Sean Connery». Come unica via d'uscita, Connery decise di abbandonare il ruolo per dedicarsi al teatro.
Al suo posto il produttore Albert Broccoli scelse Timothy Dalton ma l'attore, che avrebbe poi interpretato 007 in due film alla fine degli anni 1980, declinò l'offerta poiché troppo giovane. Harry Saltzman considerò invece Roger Moore, che però era impegnato nelle riprese della serie tv Il santo. Dopo averlo visto in My Fair Lady, Saltzman aveva preso in considerazione anche Jeremy Brett. La scelta finale fu quella di George Lazenby, un fotomodello australiano ancora sconosciuto al grande pubblico, visto casualmente da Broccoli in uno spot. Per Lazenby incominciò un breve periodo di fama, in cui cercò di imitare nello stile il suo predecessore tanto da iniziare ad assumere atteggiamenti esagerati, mettendo a dura prova la pazienza di Broccoli: si assentò da un party organizzato dalla moglie di questi, Dana, andò a sciare di nascosto e, in Portogallo, si divertì a inseguire a cavallo Bernard Lee, facendolo cadere terrorizzato in un roseto e causandogli una ferita alla gamba.
Per l'adattamento cinematografico i produttori raccomandarono allo sceneggiatore Richard Maibaum di restare il più fedele possibile al racconto originale di Ian Fleming. Per risolvere il problema del cambio del volto, sia di Bond sia di Blofeld, stavolta interpretato da Telly Savalas, si pensò a un intervento di chirurgia plastica. Infatti i due personaggi si erano già incontrati nel film precedente e risultava impossibile che 007 non venisse riconosciuto dal capo della SPECTRE.

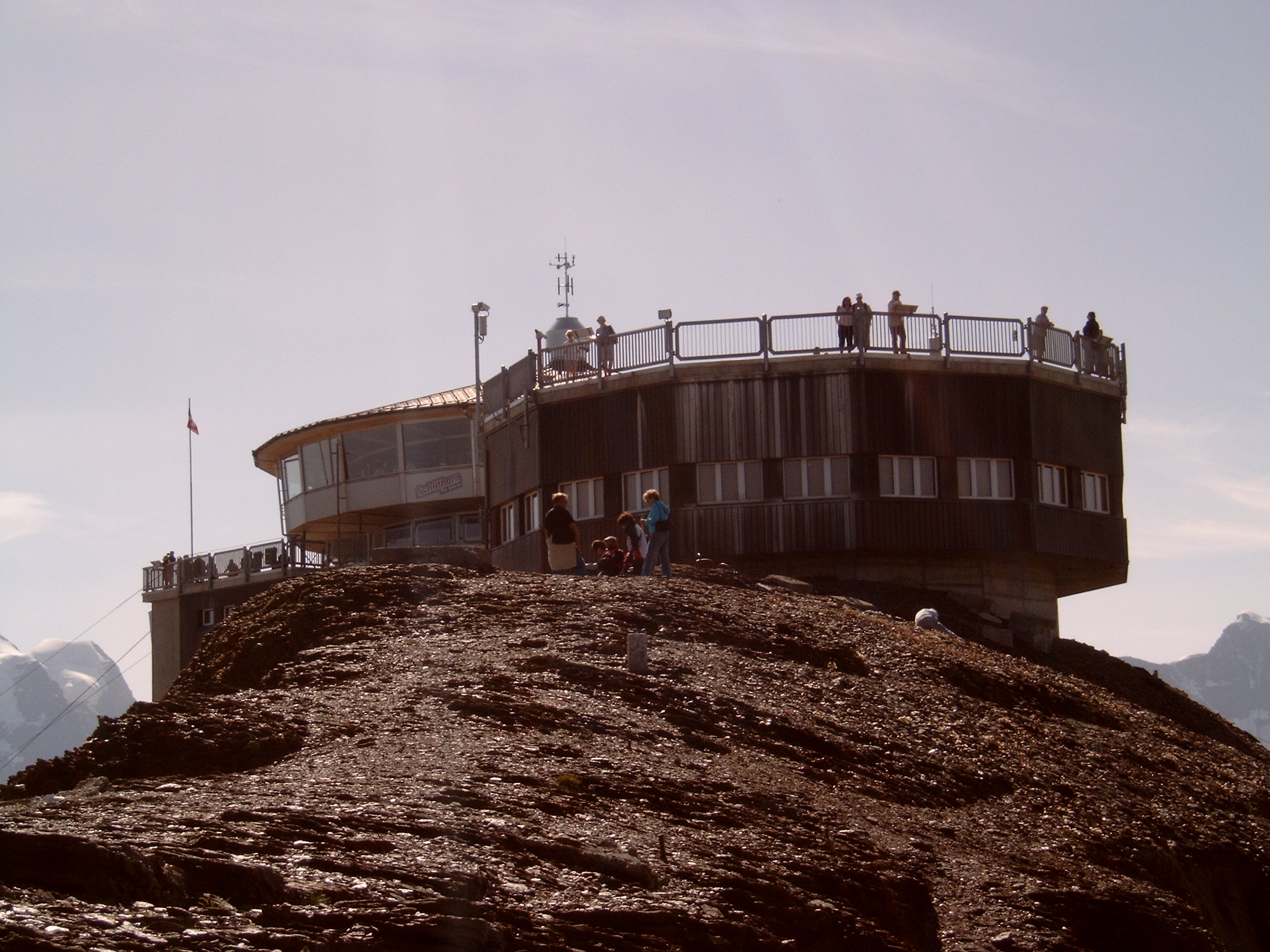
Il ristorante Piz Gloria, diventato da allora un'ambita meta turistica.

Le riprese ebbero inizio nel Cantone di Berna, Svizzera, al Piz Gloria, il 21 ottobre 1968 e terminarono in Portogallo nel maggio 1969.
Alcune fonti riportano che il film fosse stato un flop al botteghino. Fu invece un notevole successo, secondo solo a Butch Cassidy. Infatti incassò 87 400 000 dollari in tutto il mondo, 24 milioni in meno rispetto al film precedente, comunque più di quanto avrebbero incassato alcuni degli episodi successivi interpretati da Roger Moore. La critica cinematografica ha compiuto un atto di ammenda passando dal considerarlo un fallimento al considerarlo il capolavoro della serie bondiana.
Mentre nel film precedente era continuamente ribadito nella locandina e nei trailer lo slogan "Sean Connery è James Bond", in questo il nome di Lazenby fu sminuito apparendo soltanto dopo il titolo del film, come se i produttori volessero attirare il pubblico in una "trappola": gli spettatori sarebbero entrati in sala senza sapere che Connery era stato sostituito. Infatti nonostante 007 compaia fin dalla prima scena della pellicola inizialmente viene inquadrato sempre di spalle o in ombra ed in questo modo il volto di Lazenby viene mostrato solo dopo qualche minuto dall'inizio del film.

## Colonna sonora
La colonna sonora della pellicola fu composta, arrangiata e condotta da John Barry, al suo quinto film della serie.
Il tema principale On Her Majesty's Secret Service è usato al posto del classico James Bond Theme composto da Monty Norman nelle scene d'azione della seconda parte del film, come ad esempio la fuga da Piz Gloria. Il tema principale di James Bond viene comunque utilizzato; in particolare si può sentire l'arrangiamento originale scritto per Agente 007 - Licenza di uccidere durante l'assalto a Piz Gloria.
Un'altra celebre canzone fu We Have All the Time in the World interpretata da Louis Armstrong, che riprende la frase pronunciata da Bond nel finale, e che nel film accompagna la tenera relazione tra James e Tracy.

### Tracce
1. We Have All the Time in the World
2. This Never Happened to the Other Feller
3. Try
4. Ski Chase
5. Do You Know How Christmas Trees Are Grown?
6. On Her Majesty's Secret Service - Main Theme
7. Journey to Blofeld's Hideaway
8. We Have All the Time in the World
9. Over and Out
10. Battle at Piz Gloria
11. We Have All the Time in the World - James Bond Theme
12. Journey to Draco's Hideaway

Nel 2003 fu lanciata un'altra edizione del disco con nove tracce aggiunte:
1. Bond and Draco
2. Gumbold's Safe
3. Bond Settles In
4. Bond Meets The Girls
5. Dusk at Piz Gloria
6. Sir Hillary's Night Out (Who Will Buy My Yesterdays?)
7. Blofeld's Plot
8. Escape From Piz Gloria
9. Bobsled Chase

## Edizione italiana
In occasione della pubblicazione del DVD alcune brevi battute del film sono state doppiate per la prima volta perché originariamente tagliate per la versione distribuita in Italia. Nei contratti delle sale italiane i film non potevano superare una certa lunghezza. In questi passaggi la voce di 007 (George Lazenby) è di Mario Cordova, quella di Gabriele Ferzetti è di Alvise Battain, mentre quella di Blofeld (Telly Savalas) è di Gianni Giuliano.

## Auto e gadget
Nel film vengono impiegati relativamente pochi gadget, nonostante si apra proprio con una scena in cui Q presenta ad M la sua ultima invenzione: una lanugine radioattiva usata per tracciare individui in tutto il Mondo.
L'auto di James Bond è una Aston Martin DBS che compare quattro volte. La prima volta all'inizio del film, al di fuori dell'albergo di James Bond, prima della gioielleria e l'ultima volta nel finale. La vettura non ha "extra", ma solo un fucile da cecchino pieghevole, che è alloggiato nel vano portaoggetti.
Nello studio legale James Bond usa uno scassinatore di casseforti. Questo piccolo dispositivo è costituito da un cavo e da una maniglia e può determinare la combinazione. Inoltre l'unità dispone di una delle prime fotocopiatrici Olivetti.
In un'altra scena Bond arriva con un'elettromotrice a scartamento ridotto a cremagliera ABDeh 4/4 I (costruita nel 1949, serie 302-303) della Berner Oberland-Bahnen (BOB) nell'Oberland Bernese in Lauterbrunnen.
Verso la fine del film Bond fotografa la mappa dei luoghi delle "Angel of Death", con una Minox B 8x11 in miniatura.